# Mistergooddeal
MisterGoodDeal est un site web marchand, spécialiste de l'équipement et de l'ameublement de la maison, propriété des Établissements Darty et fils (groupe Fnac Darty).

## Historique
Mister Gooddeal est créé en 2000 à Paris par trois entrepreneurs spécialistes de la vente aux enchères. Avec Mister Gooddeal, ils font le pari du déstockage en ligne en vendant des fins de série et des invendus de grandes marques. Le site devient ainsi un pionnier du discount en France.
La stratégie de l'entreprise a ensuite évolué pour s'orienter vers la vente de produits neufs et de grandes marques. De plus, le site s'est ouvert à de nouveaux secteurs et propose désormais une offre en gros électroménager, petit électroménager, TV, appareil photo & caméscope, informatique, bricolage & jardinage, mobilier, literie…
Cette évolution s'est accompagnée du développement d'une gamme de nouveaux services tels que des extensions de garanties, un SAV performant, un suivi de commande et des guides d'achats adaptés.
En 2005, Mister Gooddeal rejoint le Groupe M6 sous l'entité Ventadis spécialiste de la vente à distance. Ventadis réuni alors Home Shopping Service et Mister Gooddeal. Des entrepôts de 11 000 m2 sont alors aménagés à Chilly-Mazarin (Essonne).
Mister Gooddeal se diversifie en 2010 avec l'intégration de MonAlbumPhoto, spécialiste du livre photos imprimé et relié, ainsi que des posters, pêle-mêle et calendriers.
Le 18 décembre 2013, le Groupe M6 annonce son intention de vendre 100 % du capital de Mister Gooddeal à Darty , vente qui sera confirmée en avril 2014 pour 2 millions d'euros et effective en octobre 2015, lorsque la société est radiée du registre du commerce et que le site devient directement géré par Darty. Le site internet ferme quelques mois plus tard, les achats se font désormais sur Darty.com, et l’entrepôt de Chilly ferme fin 2014, la logistique étant repris par les entrepôts de Darty. 
Le 2 octobre 2015, Mister Gooddeal (que la Société Générale considère comme lourdement déficitaire), fusionne avec les Établissements Darty et Fils et tombe dans l'escarcelle de la Fnac qui fusionne avec Darty.

## Implantation
L'ouverture de nouveaux entrepôts accompagne la croissance passant de 400 m2 à sa création à plus de 22 000 m2 en 2014. En plus de la livraison à domicile et en points relais, la société a développé ses propres points Drive à proximité des grandes agglomérations.

## Récompenses et certifications
MisterGoodDeal a été élu meilleur Service-Client de l'année en 2009, 2011 et 2012.